# Serrasalmus eigenmanni
Serrasalmus eigenmanni es una especie de pez de la familia Characidae en el orden de los Characiformes.

## Morfología
Los machos pueden llegar alcanzar los 18 cm de longitud total.
Cuerpo muy discoidal con una mandíbula inferior muy pronunciada, en su vista de perfil a la altura del ojo tiene una endidura en la parte superior del recorrido de su contorno. Su aleta dorsal está situada más a tras que en el resto de las piraña y con más separación respecto a la aleta adiposa. La aleta anal esta separa de la aleta caudal por el péndulo caudal. Las aletas ventrales son de gran tamaño. Tiene una cavidad en la parte final del ojo. Las escamas son de talla pequeña y de tacto suave. La cubierta branquial es estriada, esta piraña posee cuatro aros branquiales.
En cuanto a la coloración, el cuerpo es de color plateado sin marcas oscuras, la región ventral es de color rojizo-anaranjado en los adultos, y plateado en los ejemplares jóvenes. La cabeza es de color plata con una tonalidad diferente en cuanto a la región dorsal y la boca. La placa de opérculo es rojizo-anaranjado. El iris es color blanco-plateado con una banda color negro que lo atraviesa verticalmente. Las aletas pectorales y ventrales están teñidas de naranja. La aleta anal hacia la parte frontal es de color naranja muy oscuro en esa región. La aleta dorsal es oscura. La aleta adiposa es oscura, con una frontera clara. La aleta caudal forma una especie de “V" hacia las puntas en una tonalidad más oscura.

## Hábitat
Es un pez de agua dulce y de clima subtropical. Soporta una gama amplia de temperaturas aunque lo ideal es entre 22 °C a 26 °C. Habita aguas claras con buena luz, pH ácido de 6,5-7. Turbulentas en las estaciones de lluvia.

## Distribución geográfica
Se encuentran en Sudamérica:  cuenca del río Amazonas y ríos de las Guayanas: Brasil, Guyana Francesa, Guyana, Surinam y Venezuela. Drenaje, Tocantins, Tapajós, el Orinoco, Tacutu, Uraricoera, Approuaque, Mapuera, Uatumã, Negro, Jamari, Cinaruco-Orinoco, Apure, Portuguesa Igues Cano, Cuyuni-Esequibo, Alto Orinoco, los Llanos E., el Caura, Casiquiare.